# نیکولای کارامزین

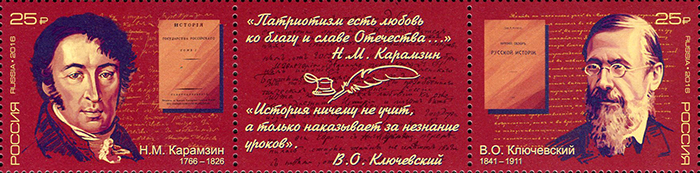
مجموعه "مورخین برجسته روسیه". 175 سال از تولد و.ا. کلیوچفسکی (1841-1911)، مورخ. 250 سال از تولد ن.م. کارامزین

نیکلای کارامزین (روسی: Никола́й Миха́йлович Карамзи́н؛ IPA: [nʲɪkɐˈlaj mʲɪˈxajləvʲɪtɕ kərɐmˈzʲin]؛ زاده 12 december [سبک قدیمی: 1 december] 1766 درگذشته 3 june [سبک قدیمی: 22 may] 1826) یک نویسنده، مورخ،شاعر و منتقد اهل روسیه بود. او بیش از هر چیز به خاطر نگارش تاریخ دولت روسیه که در 12 جلد پدید آمد در یادها مانده است.

## آثار
- لیزای بینوا و هفت داستان دیگر از نیکولای کارامزین ترجمهٔ یحیی شریعتی، نشر یاقوت سرخ، 1397.